# Roodmaskeragapornis
De roodmaskeragapornis of roodmaskerdwergpapagaai (Agapornis pullarius) is een papegaaiachtige uit de familie van de papegaaien van de Oude Wereld (Psittaculidae). De wetenschappelijke naam van de soort werd als Psittacus pullarius in 1758 gepubliceerd door Carl Linnaeus. De soort komt van oorsprong voor in West- en Equatoriaal-Afrika.

## Uiterlijk
Grotendeels groen vogeltje met een geelgroene borst. Het voorhoofd, de wangen en de keel zijn warmrood. De snavel is iets meer oranje-rood. Aan de zijkant van de vrij korte staart zit een rode band met een randje zwart. Het vrouwtje heeft een minder felrode kop en de rode delen zijn ook kleiner. De totale lengte van deze vogel is 13–14 centimeter.

## Verzorging in gevangenschap
Deze vogels zijn niet erg sterk en moeten zorgvuldig geacclimatiseerd worden. Hun dagelijks menu bestaat uit een mengsel van witzaad, gepelde haver, gierst, en zonnebloempitten in een verhouding van 2:2:2:1. Daarbij zo af en toe wat groenvoer zullen ze op prijs stellen.
De Engelse benaming ‘lovebirds’ geeft al aan dat ze het beste als koppeltje gehouden kunnen worden; dit komt hun welzijn ten goede. Ze kunnen in een ruime volière ook goed samen met andere grotere vogels gehouden worden.

## Verspreiding en leefgebied
Er worden 2 ondersoorten onderscheiden:
- A. p. pullarius – van Guinee en Sierra Leone tot Soedan, Congo-Kinshasa en Angola.
- A. p. ugandae Neumann, 1908 – van westelijk Ethiopië tot oostelijk Congo-Kinshasa en noordwestelijk Tanzania.